# Свенцицкая, Ирина Сергеевна
Ири́на Серге́евна Свенци́цкая (28 января 1929, Щегловск — 18 ноября 2006, Москва) — советский и российский историк-антиковед, специалист по истории раннего христианства и античности. Доктор исторических наук (1973), профессор, заслуженный деятель науки РФ (1993). Автор ряда научных и научно-популярных книг, один из авторов многократно переиздававшегося школьного учебника по истории Древнего мира. Одна из авторов «Атеистического словаря».

## Биография
Отец — младший брат белогвардейского генерала А. П. Кутепова — Сергей Павлович Кутепов (1889—1939), был репрессирован, поэтому фамилия была дана по матери. Место рождения было изменено во время войны на город Пушкин, Ленинградской области, чтобы скрыть факт рождения в Кемерово во время ссылки отца по «делу лицеистов». В Пушкине семья никогда не жила. В 1936 году Свенцицкая поступила в ленинградскую школу № 7. Во время блокады Ленинграда до июля 1942 года она находилась в осаждённом городе, затем была эвакуирована в Саратов. В сентябре 1943 года мать И. С. Свенцицкой умерла, и в декабре та вернулась в Ленинград к тёте.
В 1946 году окончила школу № 33 с серебряной медалью. Затем поступила на исторический факультет ЛГУ и окончила его с отличием.
С сентября 1951 года — аспирант кафедры древней истории того же факультета. В 1954 году защитила кандидатскую диссертацию на тему «Земельные владения городов западной Малой Азии в III—I вв. до н. э.» (научный руководитель — К. М. Колобова).
После защиты диссертации переехала в Москву и с ноября 1954 года стала преподавать в Московском заочном педагогическом университете в должности ассистента. С 1964 года — доцент, с 1976 года — профессор того же университета, с ноября 1975 года по август 1991 года — заведующая кафедрой истории древнего мира. В марте 1972 года защитила докторскую диссертацию на тему «Земельные отношения в западной Малой Азии эллинистического и римского периодов». В 1993 году ей было присвоено звание «Заслуженный деятель науки РФ».
Муж — историк, кандидат педагогических наук Георгий Израилевич Годер (1929—2011).
Похоронена в Москве, на Востряковском кладбище.

## Научная деятельность
Автор более 180 публикаций на разные темы. Наиболее известны её работы по истории раннего христианства, в том числе научно-популярные. В 1966 году её научно-популярная книга «Запрещённые евангелия» получила вторую премию на всесоюзном конкурсе. В 2006 году труд «Судьбы апостолов: мифы и реальность» был удостоен международной литературной премии «Бронзовый Икар» как лучшее научно-популярное произведение.
И. С. Свенцицкая принадлежала к советской исторической школе, допускавшей возможность историчности Иисуса как реально существовавшего религиозного проповедника (в отличие от мифологической школы). Так, в послесловии к книге польского писателя и исследователя Библии Зенона Косидовского «Сказания евангелистов» она пишет:

…Накопление нового материала (в частности, открытие кумранских рукописей, папирусных фрагментов евангелий, анализ общих законов мифотворчества) побудило некоторых советских исследователей поставить вопрос о возможном историческом существовании Иисуса — проповедника из Галилеи (А. П. Каждан, И. Д. Амусин, М. М. Кубланов, а также автор этих строк), однако признание реальности прототипа для образа Иисуса Христа не меняет наших представлений о мифологическом характере основных новозаветных сказаний.— Свенцицкая И. С. Послесловие // Косидовский З. Сказания евангелистов. — М.: Политиздат, 1977. — С. 248—249.
Научные интересы Свенцицкой не ограничивались историей христианства. Она опубликовала ряд работ о земельных отношениях и структуре гражданской общины в эллинистический и римский периоды. Также она, например, осуществила научное редактирование труда И. Бикермана «Государство Селевкидов» (М., 1985). Заслуживает внимания и участие Свенцицкой в написании и издании трёхтомной «Истории древнего мира» (под редакцией И. М. Дьяконова, В. Д. Нероновой, И. С. Свенцицкой. М., 1982; М., 1983; М., 1989). Ирина Сергеевна Свенцицкая была и одним из авторов известного школьного учебника по истории древнего мира для 5 класса.

## Научные труды

### Монографии
- Свенцицкая И. С. Социально-экономические особенности эллинистических государств. — М.: Высшая школа, 1963.
- Свенцицкая И. С. Запрещённые евангелия. — М.: Политиздат, 1965.
- Свенцицкая И. С. Мифы и действительность. — М.: Знание, 1975.
- Свенцицкая И. С. Общественно-политические и философские учения древней Греции и Рима. — М., 1975.
- Свенцицкая И. С. Тайные писания первых христиан. — М.: Политиздат, 1980, 1981.
- История Древнего мира / Под редакцией И. М. Дьяконова, В. Д. Нероновой, И. С. Свенцицкой. — М.: Главная редакция восточной литературы издательства «Наука», 1982, 1983, 1989.
- Свенцицкая И. С. От общины к церкви: о формировании христианской церкви. — М.: Политиздат, 1985.— 224 с., 100 000 экз.
- Свенцицкая И. С. Раннее христианство: страницы истории. — М.: Политиздат, 1987, 1988, 1989.
- Апокрифы древних христиан: Исследование, тексты, комментарии / АОН при ЦК КПСС. Ин-т науч. атеизма; Редкол.: А. Ф. Окулов (пред.) и др. — М.: Мысль, 1989. — 336 с.
- Апокрифические Евангелия: Исследования, тексты, комментарии. — М.: Мысль, 1989.
- Свенцицкая И. С. Первые христиане и Римская империя. — М.: Вече, 2003. — 384 с., 7000 экз.
- Свенцицкая И. С. Судьбы апостолов: мифы и реальность. — М.: Вече, 2005.
- Свенцицкая И. С. Изгои Вечного города. Первые христиане в Древнем Риме. — М.: Вече, 2006.
- История Древнего мира. Учебник для 5 класса. — М. Просвещение, 2007, 2010, 2013, 2015 (В соавторстве с А. А. Вигасиным и Г. И. Годером.)

### Научная редакция
- Кнабе Г. С. Корнелий Тацит : Время. Жизнь Книги / Академия наук СССР; Под ред. И. С. Свенцицкой. — М.: Наука, 1981. — 208 с. — (Научные биографии) — 200000 экз.